# Thanksgiving, Then and Now
Thanksgiving, Then and Now è un cortometraggio muto del 1909. Il nome del regista non viene riportato nei credit del film che vede tra i suoi interpreti il nome di Gladys Hulette.

## Produzione
Il film fu prodotto dalla Edison Manufacturing Company.

## Distribuzione
Distribuito dalla Edison Manufacturing Company, il film - un cortometraggio di 85,35 metri - uscì nelle sale cinematografiche degli Stati Uniti il 26 novembre 1909. Nelle proiezioni, veniva programmato con il sistema dello split reel, accorpato in un'unica bobina con un altri due cortometraggi prodotti dalla Edison, Bluebeard e Annual Celebration of School Children at Newark, New Jersey.